# Emoia longicauda
Emoia longicauda är en ödleart som beskrevs av  Macleay 1877. Emoia longicauda ingår i släktet Emoia och familjen skinkar. Inga underarter finns listade i Catalogue of Life.